# New Jersey Nets 1991-1992
La stagione 1991-92 dei New Jersey Nets fu la 16ª nella NBA per la franchigia.
I New Jersey Nets arrivarono terzi nella Atlantic Division della Eastern Conference con un record di 40-42. Nei play-off persero al primo turno con i Cleveland Cavaliers (3-1).

## Roster
| N° | Naz.                   | Ruolo | Sportivo        | Anno | Alt. | Peso |
| -- | ---------------------- | ----- | --------------- | ---- | ---- | ---- |
| 3  | Jugoslavia (bandiera)  | G     | Dražen Petrović | 1964 | 196  | 88   |
| 5  | Stati Uniti (bandiera) | A     | Terry Mills     | 1967 | 208  | 104  |
| 7  | Stati Uniti (bandiera) | G     | Kenny Anderson  | 1970 | 183  | 76   |
| 10 | Stati Uniti (bandiera) | G     | Mookie Blaylock | 1967 | 183  | 82   |
| 12 | Stati Uniti (bandiera) | G     | Tate George     | 1968 | 196  | 86   |
| 20 | Stati Uniti (bandiera) | GA    | Doug Lee        | 1964 | 196  | 91   |
| 21 | Stati Uniti (bandiera) | GA    | Rafael Addison  | 1964 | 201  | 98   |
| 22 | Stati Uniti (bandiera) | C     | Chris Dudley    | 1965 | 211  | 107  |
| 31 | Stati Uniti (bandiera) | C     | Sam Bowie       | 1961 | 216  | 107  |
| 34 | Stati Uniti (bandiera) | A     | Chris Morris    | 1966 | 203  | 95   |
| 35 | Stati Uniti (bandiera) | GA    | Jud Buechler    | 1968 | 198  | 100  |
| 44 | Stati Uniti (bandiera) | A     | Derrick Coleman | 1967 | 208  | 104  |
| 45 | Stati Uniti (bandiera) | C     | Dave Feitl      | 1962 | 211  | 107  |

## Staff tecnico
- Allenatore: Bill Fitch
- Vice-allenatori: Rick Carlisle, Tom Newell